# Kalwaria Zebrzydowska (gmina)
Kalwaria Zebrzydowska (do 2 lipca 1976 miasto Kalwaria Zebrzydowska oraz gmina Brody) – gmina miejsko-wiejska z siedzibą w Kalwarii Zebrzydowskiej, w powiecie wadowickim, w województwie małopolskim. W latach 1975–1998 gmina należała do województwa bielskiego.

## Położenie i ukształtowanie terenu

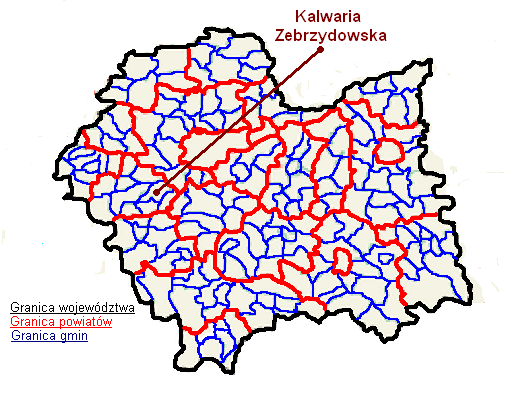
Położenie gminy w województwie

Gmina leży w zachodniej części województwa małopolskiego, na pograniczu Beskidu Makowskiego i Pogórza Wielickiego na wysokości 330–400 m n.p.m., z przeważającym rolniczym krajobrazem z dużymi kompleksami leśnymi. Przecina ją międzynarodowa trasa Cieszyn – Kraków oraz dwie linie kolejowe Zakopane – Kraków i Bielsko-Biała – Kraków.

### Powierzchnia i struktura użytkowania gruntów
Według danych z roku 2002 gmina Kalwaria Zebrzydowska ma obszar 75,32 km², co stanowi 11,66% powierzchni powiatu i ok. 0,5% powierzchni Małopolski. w tym:
- użytki rolne: 5058 ha
  - grunty orne: 3910 ha
  - sady: 165 ha
  - łąki: 453 ha
  - pastwiska: 531 ha
- użytki leśne: 1532 ha (20%)
- tereny zadrzewione: 82 ha
- tereny pod wodami: 114 ha
- tereny komunikacyjne:
  - drogi: 253 ha
  - koleje: 73 ha
- tereny zurbanizowane i rekreacyjne: 372 ha
- pozostałe: 26 ha

### Infrastruktura komunikacyjna
Gminę przecina droga krajowa nr 52 Głogoczów – Bielsko-Biała oraz droga wojewódzka nr 953 Kalwaria Zebrzydowska – Skawina, ponadto zbiegają się tu linie kolejowe z Krakowa do Zakopanego 97 i do Bielska-Białej 117 (w mieście są dwie stacje kolejowe).
|        | Drogi   | Drogi       | Drogi     | Drogi  | Drogi |
| ogółem | krajowe | wojewódzkie | powiatowe | gminne |       |
| ------ | ------- | ----------- | --------- | ------ | ----- |
| Ogółem | 185,212 | 10,532      | 9,924     | 34,056 | 128,7 |
| Miasto | 29,416  | 3,79        | 1,29      | 4,636  | 19,7  |
| Wieś   | 153,792 | 6,742       | 8,63      | 29,42  | 109   |

W przyszłości droga 52 zwana Beskidzką Drogą Integracyjną ma mieć dwie jezdnie po dwa pasy ruchu w każdą stronę i biec nowym śladem, tworząc równocześnie obwodnice miasta. Obecnie trwa opracowywanie wariantów przebiegu drogi. Zakończenie inwestycji planuje się na 2014.

### Podział administracyjny
W skład gminy wchodzi 12 sołectw oraz 10 przysiółków, które liczą 14 444 mieszkańców, zajmując powierzchnię 6982 ha.
Bugaj, Barwałd Górny, Barwałd Średni, Brody (Druga Solca), Kalwaria Zebrzydowska, Leńcze (Zadział), Podolany, Przytkowice, Stanisław Dolny (Czerna, Drabóż, Kępki, Sosnówka, Zagórze, Zastawiska), Zarzyce Małe, Zarzyce Wielkie, Zebrzydowice (Bieńkowice, Samcówka).
Graniczy z gminami:
- od północy: Brzeźnica
- od wschód: Skawina
- od południa: Stryszów
- od południowego wschodu: Lanckorona
- od zachodu: Wadowice

## Demografia
Ludność według wieku i płci (Dane z 2009 r.)
| Płeć      | Ogółem | Przedprodukcyjny | Produkcyjny  | Poprodukcyjny | Gęstość zaludnienia |
| --------- | ------ | ---------------- | ------------ | ------------- | ------------------- |
| Płeć      | Ogółem | −15 lat          | 15-59/64 lat | +59/64 lat    | mieszk./km²         |
| Gmina     |        |                  |              |               |                     |
| Ogółem    | 19 500 | 3280             | 13 274       | 2946          | 259                 |
| Kobiety   | 9929   | 1659             | 6289         | 1981          |                     |
| Mężczyźni | 9571   | 1621             | 6985         | 965           |                     |
| Miasto    |        |                  |              |               |                     |
| Ogółem    | 4477   | 707              | 3010         | 760           | 814                 |
| Kobiety   | 2300   | 357              | 1432         | 511           |                     |
| Mężczyźni | 2177   | 350              | 1578         | 249           |                     |
| Wieś      |        |                  |              |               |                     |
| Ogółem    | 15 023 | 2573             | 10 264       | 2186          | 215                 |
| Kobiety   | 7629   | 1302             | 4857         | 1470          |                     |
| Mężczyźni | 7394   | 1271             | 5407         | 716           |                     |

|        | 1995  | 1996  | 1997  | 1998  | 1999  | 2000  | 2001  | 2002  | 2003  | 2004  | 2005  | 2006  | 2007  | 2008  | 2009  |
| ------ | ----- | ----- | ----- | ----- | ----- | ----- | ----- | ----- | ----- | ----- | ----- | ----- | ----- | ----- | ----- |
| Ogółem | 18708 | 18745 | 18817 | 18891 | 18809 | 18904 | 18951 | 19175 | 19094 | 19118 | 19166 | 19193 | 19288 | 19387 | 19500 |
| Miasto | 4524  | 4470  | 4477  | 4534  | 4488  | 4477  | 4444  | 4532  | 4482  | 4478  | 4475  | 4466  | 4429  | 4288  | 4477  |
| Wieś   | 14184 | 14275 | 14340 | 14357 | 14321 | 14427 | 14507 | 14643 | 14612 | 14640 | 14691 | 14727 | 14859 | 15099 | 15023 |

- 23% mieszkańców gminy zamieszkiwało miasto.
- przyrost naturalny w 2002 roku wyniósł 1,37 (powiat wadowicki – 2,62, województwo małopolskie – 1,40)
- na 100 osób w wieku produkcyjnym przypada 57 w wieku nieprodukcyjnym i 23 poprodukcyjnym.

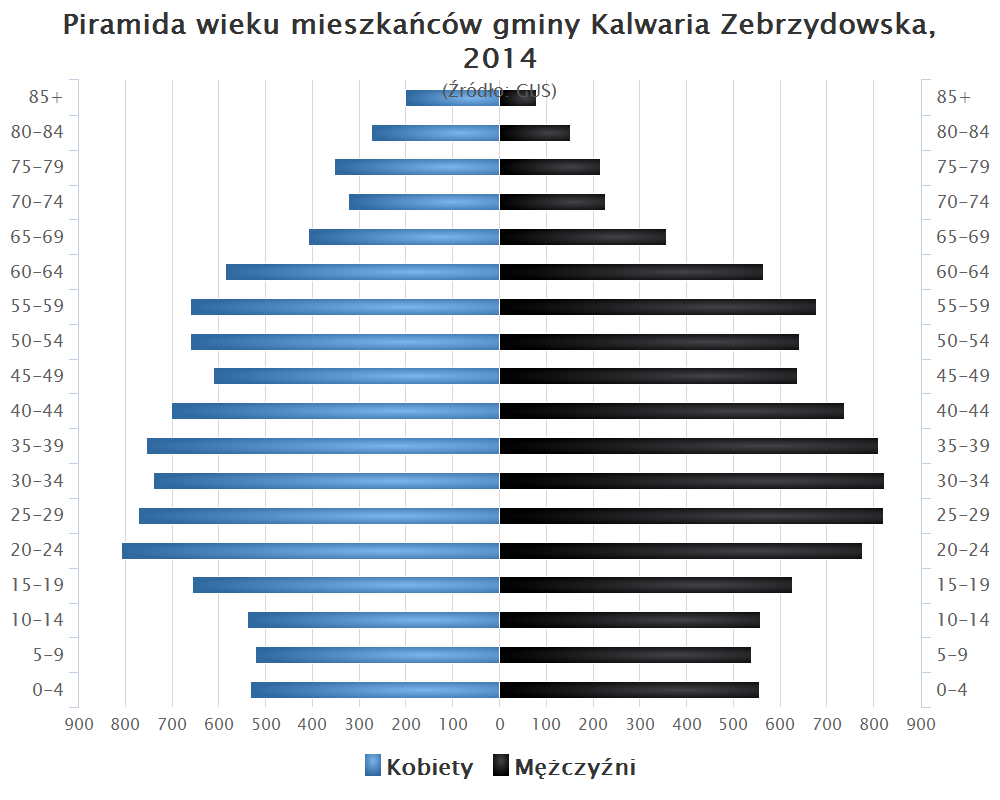
Piramida wieku mieszkańców gminy Kalwaria Zebrzydowska w 2014 roku

## Kalendarium
- VI/VII w. – osiedlanie się plemion słowiańskich w rejonie dorzecza górnej Wisły.
- VIII/IX w. – na Bugaju istniało warowne grodzisko Wiślan.
- IX/X w. – państwo wielkomorawskie podbiło Wiślan. Następnie dorzecze górnej Wisły dostało się pod panowanie czeskie.
- X/XI w. – początki państwowości polskiej, uwolnienie ziemi wadowickiej od dominacji czeskiej i wcielenie jej do księstwa krakowskiego.
- 30 września 1278 r. – dokument Bolesława Wstydliwego określający granicę między księstwem zatorsko-oświęcimskim a krakowskim, do którego włącza wsie zasiedlone przez Radwanitów, położone między rzeką Skawą a Skawinką. Radwanici otrzymali od księcia liczne przywileje, pozwalające zakładać dalsze wsie na prawie polskim lub magdeburskim oraz polować na zwierzynę w pobliskich lasach.
- 30 czerwca 1336 r. – potwierdzenie dokumentu przez króla Kazimierza Wielkiego. Wsie należące do Radwanitów leżą na terenie obu księstw, tworząc tzw. korytarz radwanicki.

- 2 połowa XV w.– po śmierci Wilhelma jego synowie dzielą majątek. Fabianowi przyznają Zebrzydowice, od których przybrał nazwisko.
- 1588 r. – Mikołaj Zebrzydowski wchodzi w posiadanie starostwa lanckorońskiego obejmującego lanckoroński zamek zbudowany przez króla, miasteczko Lanckoronę i 18 wsi[7].
- ok. 1592 r. – Mikołaj Zebrzydowski poszerza teren wokół Zebrzydowic kosztem obszaru pokrytego lasami i polami, należącego do dzierżawcy barwałdzkiego – Jana Spytkę Komorowskiego, który najeżdża Zebrzydowskiego, atak zostaje odparty. Wraz z bratem Janem wnoszą sprawę rozgraniczenia do krakowskiego sądu podkomorskiego.
- 21 sierpnia 1593 r. – Zebrzydowski wygrywa sprawę rozgraniczą. Sąd określa granicę od rzeki Skawinki, poza obecną kaplicą Kajfasza i przez środek góry Żar do Czernej i drogi do Wadowic.
- 1599 r. – Hieronim Strzała, dawny dworzanin Zebrzydowskiego i dziedzic pobliskiej Dąbrówki, przywozi z Ziemi Świętej gipsowe modele jerozolimskich kaplic Krzyża Świętego i Grobu Chrystusa, które posłużą Zebrzydowskiemu jako wzory przy budowie podobnych kaplic na wzgórzu Żarek[7].
- 1602 r. – Mikołaj Zebrzydowski, wystawia w Krakowie dokument fundacyjny oraz zobowiązuje się wybudować klasztor i kalwarię[7].

- 1617 r. – lokacja miasta Zebrzydów przez Mikołaja Zebrzydowskiego przy drodze z klasztoru do Zebrzydowic[7].

- 1631 r. – druga lokacja miasteczka określająca prawa i obowiązki mieszczan[7].
- 25 lipca 1640 r. – Jan Zebrzydowski, nadaje nową lokacje miasteczka Zebrzydów, zmieniając jednocześnie jego nazwę na Nowy Zebrzydów, nadaje nowe przywileje (organizacje miejską na prawie magdeburskim), herb rodowy Zebrzydowskich (Radwan) oraz określając granice miasta. Wytyczono rynek, określono rodzaj zabudowy, targi oraz m.in. zakaz osiedlania innowierców. Miasteczko rozciągało się wtedy wzdłuż ulicy prowadzącej do klasztoru[7].
- 5 maja 1641 r. – bernardyni otrzymują obrazu Matki Bożej płaczącej – początek kultu maryjnego[7].
- 1655 r. – potop szwedzki – okolice Kalwarii Zebrzydowskiej zajęte przez Szwedów. Ograbienie klasztoru z kosztowności[7].
- 1671 r. – wygasa ród Zebrzydowskich, dobra przechodzą w ręce Czartoryskich[7].
- 1715 r. – nowy akt lokacyjny przez Józefa Czartoryskiego – początek rozwoju rzemiosła[7].
- 1772 r. – I rozbiór Polski, teren gminy znajduje się w zaborze austriackim. Miasto otrzymuje nową nazwę Kalwaria. Funkcjonuje tu stacja solna oraz komora celna dla soliny z Bochni, stąd była transportowana do Austrii, a do miasta przybywają rzemieślnicy.
- 1786–1790 r. – budowa traktu środkowogalicyjskiego, prowadzącego ze Lwowa do Białej (dzisiejsze Bielsko-Biała) – głównego traktu komunikacyjnego Galicji.
- 1835 r. – wygasa ród Czartoryskich[7].
- 1848 r. – zniesienie pańszczyzny. Pozwolono Żydom osiedlać się w Kalwarii. Właścicielem miasta jest Jan Kanty Brandys.
- 1884 r. – powstanie linii kolejowej łączącej Kraków z Suchą Beskidzką, a następnie Kalwaria – Bielsko[7].
- ok. 1890 r. – dodanie do nazwy Kalwaria przymiotnika Zebrzydowska.
- 1896 r. – założenie Krajowej Szkoły Stolarskiej, decyzją władz austriackich Kalwaria Zebrzydowska traci prawa miejskie.
- 1899 r. – uruchomiona zostaje pierwsza Parowa Fabryka Mebli[7].
- 1914 r. – pierwsze targi mebli w Kalwarii Zebrzydowskiej, organizowane przez Krajowy Wydział we Lwowie[7].
- Od 1934 do 1954 r. – gmina zbiorowa Kalwaria z siedzibą w Kalwarii Zebrzydowskiej, w skład której wchodzi 16 wsi[8].
- 1934 r. – Kalwaria Zebrzydowska odzyskuje prawa miejskie.
- II wojna światowa – przerwanie rozwoju gospodarczego Kalwarii, eksterminacja społeczności żydowskiej. W klasztorze stacjonuje wojsko niemieckie oraz mieszkają partyzanci Armii Krajowej[7].
  - 4 września 1939 r. – zajęcie Kalwarii Zebrzydowskiej przez wojska niemieckie.
  - 26 października – ustanowienie granicy Generalnego Gubernatorstwa wzdłuż rzeki Skawy, Kalwaria Zebrzydowska i Lanckorona znalazły się w Generalnym Gubernatorstwie.
  - 1 stycznia 1940 r. – reorganizacji administracji, powołanie polskich wójtów w Lanckoronie i Przytkowicach.
  - 6 listopada 1944 r. – pacyfikacja wsi: Leńcze, Podolany, Zarzyce Wielkie, Zarzyce Małe i części Izdebnika, którą Niemcy powtórzyli dwa tygodnie później – 19 listopada poszerzając ją o Solcę (część Brodów). Łącznie aresztowano i wywieziono do Krakowa na Montelupich 58 mężczyzn i 2 kobiety[9].
  - 24–26 stycznia 1945 – wyzwolone Kalwarii Zebrzydowskiej i okolic przez Armię Czerwoną.

- po II wojnie światowej – wywłaszczenie majątków ziemskich, rozszerzenie granic miasta, dynamiczny rozwój branży meblarskiej. Kalwaria w powiecie wadowickim, województwie krakowskim.
- 1 stycznia 1973 – gmina Brody[10] (powiat wadowicki woj. krakowskiego, a od 1 czerwca 1975 r. w woj. bielskim[11]).

- 2 lipca 1976 – siedziba gminy przeniesiona z Brodów do Kalwarii Zebrzydowskiej, z jednoczesną zmianą nazwy gminy na gmina Kalwaria Zebrzydowska[2].
- 1984–1993 – budowa gmachu wyższego seminarium duchownego w miejscu dawnego pałacu Czartoryskich[7].
- 1 stycznia 1999 – gmina Kalwaria Zebrzydowska w województwie małopolskim w powiecie wadowickim.
- grudzień 1999 – wpisanie sanktuarium na listę światowego dziedzictwa Kulturowego i Naturalnego UNESCO[7].
- 30 października 2023 – odznaczenie gminy brązowym Medalem „Za Zasługi dla Pożarnictwa”[12]

Sanktuarium w Kalwarii Zebrzydowskiej było odwiedzane przez papieży Jana Pawła II (7 czerwca 1979 roku i 19 sierpnia 2002 roku) oraz Benedykta XVI (27 maja 2006 roku).

## Przemysł i gospodarka

### Działalność gospodarcza
Kalwaria Zebrzydowska posiada silnie rozwinięty przemysł meblarski i skórzano-obuwniczy z tradycjami sięgającymi XVII wieku. Zakładów tych jest około 1130 na ogólną liczbę 2650 podmiotów gospodarczych. Aktualnie Cech Rzemiosł Różnych w Kalwarii Zebrzydowskiej zrzesza 531 zakładów rzemieślniczych.
| W ewidencji gminy na dzień 1 stycznia 2004 r. | W ewidencji gminy na dzień 1 stycznia 2004 r. | W ewidencji gminy na dzień 1 stycznia 2004 r. | W ewidencji gminy na dzień 1 stycznia 2004 r. | W ewidencji gminy na dzień 1 stycznia 2004 r. | W ewidencji gminy na dzień 1 stycznia 2004 r. | W ewidencji gminy na dzień 1 stycznia 2004 r. | W ewidencji gminy na dzień 1 stycznia 2004 r. |
| Ogółem                                        | Stolarstwo                                    | Tapicerstwo                                   | Szewstwo                                      | Cholewkarstwo                                 | Handel                                        | Handel                                        | Pozostałe                                     |
| Ogółem                                        | Stolarstwo                                    | Tapicerstwo                                   | Szewstwo                                      | Cholewkarstwo                                 | Stały                                         | Obwoźny                                       | Pozostałe                                     |
| --------------------------------------------- | --------------------------------------------- | --------------------------------------------- | --------------------------------------------- | --------------------------------------------- | --------------------------------------------- | --------------------------------------------- | --------------------------------------------- |
| 2650                                          | 519                                           | 136                                           | 504                                           | 298                                           | 431                                           | 192                                           | 547                                           |

Corocznie w Kalwarii Zebrzydowskiej organizowane są Targi Meblowe, na których rzemieślnicy wystawiają własne wyroby. W ciągu całego roku czynna jest ekspozycja w dwóch pawilonach Cechu Rzemiosł Różnych, który skupia rzemieślników z całej gminy we wszystkich branżach.
- Tereny przeznaczone pod inwestycje zajmują powierzchnię 7,5 ha, z czego na obszarze miasta znajduje się 6 ha.
- Dochód według danych z 2002[3] na mieszkańca wynosi 1543,02 zł (w województwie: 93,10%, w kraju: 87,90%).
- Na terenie gminy działa Cech Rzemiosł Różnych zrzeszający 531 zakładów rzemieślniczych oraz Kongregacja Kupiecka. Oddziały mają tu trzy banki: Bank Spółdzielczy, Bank Przemysłowo-Handlowy PBK S.A. O/Wadowice, Bank PKO O/Wadowice.
- Obecnie notuje się spadek liczby zakładów rzemieślniczych o ok. 20%, spowodowany wzrostem konkurencji na rynku, załamaniem się eksportu na Wschód oraz trudnościami z dostosowaniem się do zmieniających się potrzeb rynku.
- Największą grupę osób bezrobotnych stanowią mieszkańcy z wykształceniem zawodowym.

### Rolnictwo
Rejon gminy pod względem produkcji rolnej należy do jednych ze słabszych w powiecie. Dominują tu małe, rozdrobnione, pocięte tarasami 1,61 ha. gospodarstwa, położone na stromych stokach z glebami klasy III i IV. Uprawia się tu głównie pszenicę i ziemniaki, przeznaczone głównie na samozaopatrzenie rodziny.

### Rynek pracy
- Z pracy utrzymuje się 67% ludności, z czego 36% na rachunek własny, 28% utrzymuje się z rent i emerytur.
- Współczynnik aktywności zawodowej rośnie wraz z poziomem wykształcenia (dla osób z wykształceniem wyższym wynosi on 80%)

|        | Ogółem | Aktywni zawodowo | Bierni zawodowo | Współczynnik (%) |
| ------ | ------ | ---------------- | --------------- | ---------------- |
| Miasto | 3637   | 1902             | 1700            | 52,8             |
| Gmina  | 14 911 | 8161             | 6574            | 55,4             |

|        | Ogółem (% ogółu) | Praca najemna | Na własny rachunek |
| ------ | ---------------- | ------------- | ------------------ |
| Miasto | 2956 (66,55)     | 1780          | 1176               |
| Gmina  | 12 739 (67,17)   | 8167          | 4572               |

## Walory turystyczne
Nad okolicą górują dwa masywy – Lanckorona z ruinami średniowiecznego zamku i góra Żar. Stanowi punkt wyjścia na szlaki turystyczne prowadzące m.in. do Makowa, na Kaskową Górę, do Myślenic lub przez Babicę i Sularzówkę na Laskowiec.

### Dziedzictwo kulturalne – kultura materialna

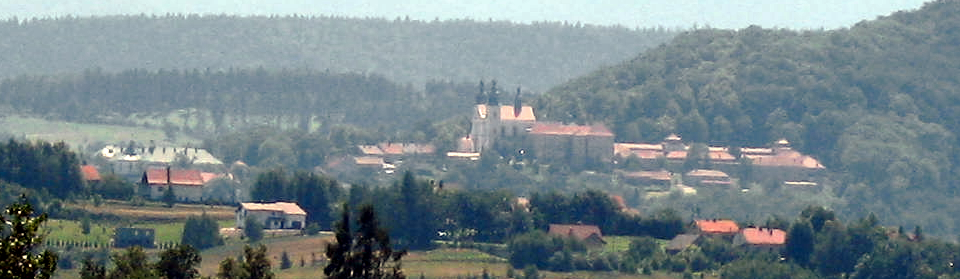
Klasztor i Bazylika Matki Boskiej Anielskiej

Na terenie gminy (Kalwaria Zebrzydowska, Bugaj, Brody) mieści się położone na szlaku papieskim, sanktuarium pasyjno-maryjnego oo. bernardynów, w skład którego oprócz bazyliki Matki Boskiej Anielskiej wchodzi zespół 42 kapliczek i kościółków położonych między górami Żar i Lanckorona.
- Klasztor z wyposażeniem głównie barokowym i rokokowym.
- Bazylika Matki Boskiej Anielskiej wzniesiona w stylu manieryzmu niderlandzkiego, następnie rozbudowana w stylu barokowym, przechodzącą rokoko. W jednej z bocznych kaplic umieszczony jest cudowny wizerunek Matki Bożej Kalwaryjskiej.
- 42 kaplice i kościoły – Dróżki Pana Jezusa (28 stacji), Dróżki Matki Boskiej (24 stacje).

Corocznie sanktuarium w okresie Wielkiego Tygodnia oraz uroczystości Wniebowzięcia Najświętszej Marii Panny (15 sierpnia) jest miejscem licznych pielgrzymek (ok. 1 mln).
Zespół ten został w 1999 wpisany na listę światowego dziedzictwa kulturalnego i przyrodniczego UNESCO.
Do innych zabytków należą:
- Kaplica-pustelnia św. Rozalii w Barwałdzie Górnym.

- Kościoły pw. św. Michała Archanioła w Zebrzydowicach z XIV w.

- Drewniany XVIII-wieczny kościół pw. św. Joachima, który po wybudowaniu nowego w 1956 r. przeniesiony został do Skawinek. Ze starego kościoła zachował się gotycki krucyfiks, późnobarokowy ołtarz oraz barokowe posągi Matki Bożej i św. Jana Ewangelisty.
- Zabytkowe domy w zabudowie miejskiej, kamieniczki mieszczańskie z kramami odpustowymi, drewniana willa z 1898 r. w Kalwarii Zebrzydowskiej oraz domy drewniane we wsi Bugaj z I połowy XIX wieku.
- Cmentarze parafialne i cmentarz wojenny.
- Klasztor i szpital bonifratrów – dawny dwór obronny Zebrzydowskich z drugiej połowy XVI w. w Zebrzydowicach.

- Zespoły dworskie i dworsko–parkowe: Zarzyce, Leńcze, Barwałd Górny, Brody.

- Fundamenty oraz resztki fosy i wałów obronnych zamku Włodkowej w Barwałdzie Górnym.

- Willa pracownia Wojciecha Weissa z początku XX w.
- Pomnik Papieża Jana Pawła II w Leńczach (jedyny w kraju), w którym został połączony brąz i granit.

## Instytucje kulturalne, sport

### Centrum Kultury Sportu i Turystyki
- rozpowszechnianie, propagowanie oraz edukacja kulturalna.
Prowadzone są zajęcia edukacyjno–rekreacyjne takie jak: informatyka, plastyka, klub literacki, historia ziemi kalwaryjskiej, historia sztuki itp.
- przygotowywanie imprez, konkursów, wystaw, koncertów itp.
  - z okazji różnych uroczystości: Ferie z Centrum Kultury, Walentynki, Obchody upamiętniające śmierć Jana Pawła II, Dzień Dziecka, Złote gody, Dzień Nauczyciela, Święto Niepodległości, wieczór wspomnień itp.
  - koncerty i festiwale: Koncert noworoczny, Letni Festiwal Muzyczny, koncert majowy, kabaretowy wrzesień, Dzień Papieski, sylwester,
  - konkursy: pejzaż, konkurs kolęd i pastorałek, Gminny Przegląd Grup Kolędniczych, festiwal piosenki itp.

Do najważniejszych imprez w Kalwarii Zebrzydowskiej o charakterze ponadregionalnym należą Dni Kalwarii, oferujące: imprezy sportowe, rekreacyjne, rodzinne, prezentacje artystyczne, występy znanych gwiazd polskiej estrady. Głównym zadaniem imprezy jest promocja regionu, jako ważnego miejsca na mapie Polski, ale także miejsca atrakcyjnego pod względem turystycznym.
- wspieranie lokalnego folkloru oraz ruchu artystycznego
- kształtowanie aktywnego uczestnictwa w kulturze
- prowadzenie działalności Izby Muzealnej

Zespoły i orkiestry działające pod patronatem Centrum Kultury, Sportu i Turystyki
- Miejska Orkiestra Dęta w Kalwarii Zebrzydowskiej
- Strażacka Orkiestra Dęta z Przytkowic
- Parafialna Orkiestra Dęta
- Młodzieżowa Orkiestra Dęta z Barwałdu Górnego
- Big Band Małopolska
- Zespół folklorystyczny Sami swoi z Przytkowic
- Koło Gospodyń Wiejskich w Bugaju
- Koło Gospodyń Wiejskich w Leńczach

### Towarzystwo Przyjaciół Kalwarii Zebrzydowskiej
Głównym celem Towarzystwa jest: organizowanie oraz popieranie wszelkich zamierzeń i prac związanych z ochroną i rozwojem kulturowym i gospodarczym regionu (paragraf 4 statutu).
- organizowanie spotkań dyskusyjnych oraz kierowanie postulatów lub wniosków do władz gminy
- organizowanie imprez, wystaw, konkursów itp. oraz edukacja kulturalna mająca na celu promocję Kalwarii Zebrzydowskiej w gminie i poza nią
- promocja dorobku i osiągnięć gminy oraz jej mieszkańców
- gromadzenie dokumentów oraz pamiątek związanych z historią gminy
- tworzenie zespołów zainteresowań
- współpraca z innymi stowarzyszeniami

### Biblioteka Publiczna im. Stanisława Wyspiańskiego
posiadająca filie w: Brody, Leńcze, Przytkowice, Stanisław Dolny,

Biblioteka organizuje:
- konkursy czytelnicze
- spotkania autorskie
- wystawy
- zajęcia świetlicowe w Oddziale dla Dzieci
- wakacje z biblioteką

Zbiory Biblioteczne:
- Książki 55 000
- Czasopisma oprawne 53

W Kalwarii Zebrzydowskiej mieści się również Biblioteka Wyższego Seminarium Duchownego oo. Bernardynów w Kalwarii Zebrzydowskiej, prowadząca czytelnie dla dzieci i dorosłych.

### Sport
Na terenie Kalwarii Zebrzydowskiej znajduje się stadion sportowy posiadający: widownię na 3000 miejsc, sześciotorową bieżnię lekkoatletyczną, korty tenisowe, boiska do gier małych (siatkówka, koszykówka, piłka ręczna), pawilon klubowy – hotel Centrum Kultury, Sportu i Turystyki w Kalwarii Zebrzydowskiej. saunę, świetlicę, 8 boisk do gry w piłkę nożną, m.in. w Bugaju, Stanisławiu Dolnym, Leńczach, Zebrzydowicach, jedno boisko uniwersalne.

Na terenie gminy działa 10 klubów sportowych oraz 2 kluby uczniowskie, w których trenuje ok. 700 osób:
- LKS Cedron – Brody
- LKS Olimpia – Zebrzydowice
- LKS Sokół – Przytkowice
- LKS Leńczanka – Leńcze
- LKS Stanisławianka – Stanisław Dolny–Dolany
- LKS Pogoń – Bugaj
- WKS Śarek – Barwałd Górny
- LKS Sosnowianka – Stanisław Dolny–Kępki
- MKS Kalwarianka – Kalwaria Zebrzydowska
- Parafialny Klub Sportowy Święty Józef – Kalwaria Zebrzydowska
- Uczniowski Klub Sportowy Meritum – Brody
- Uczniowski Klub Sportowy Olimp – Leńcze

Najpopularniejszą dyscypliną jest piłka nożna.

## Wykształcenie i edukacja
Struktura wykształcenia ludności nie jest korzystna, wskaźnik osób z wykształceniem wyższym wynosi 4,85 (10,08 – województwo), natomiast z wykształceniem zasadniczym 38,45 (25,10 – województwo).
|                     | Ogółem    | Wyższe (% ogółu) | Policealne (% ogółu) | Średnie (% ogółu) | Zasadnicze (% ogółu) | Podstawowe             | Podstawowe    | Nieustalone (% ogółu) |
| Ukończone (% ogółu) | Ogółem    | Wyższe (% ogółu) | Policealne (% ogółu) | Średnie (% ogółu) | Zasadnicze (% ogółu) | Nieukończone (% ogółu) |               | Nieustalone (% ogółu) |
| ------------------- | --------- | ---------------- | -------------------- | ----------------- | -------------------- | ---------------------- | ------------- | --------------------- |
| Gmina               | 15 531    | 754 (4.82)       | 372 (2,39)           | 3354 (21,60)      | 5971 (38,45)         | 4509 (29,03)           | 526 (3,39)    | 44 (0,28)             |
| Województwo         | 2 706 984 | 272 888 (10,08)  | 88 635 (3,27)        | 755 401 (27,90)   | 679 216 (25,10)      | 782 919 (28,92)        | 84 974 (3,14) | 42 951(1,59)          |

### Szkoły w gminie
- Przedszkola
  - Przedszkola publiczne w Brodach i Zebrzydowicach
  - Przedszkole Niepubliczne Sióstr Nazaretanek w Kalwarii Zebrzydowskiej
- Szkoły podstawowe i gimnazja
  - Szkoła Podstawowa nr 1 im Jana Pawła II w Stanisławiu Dolnym-Kępkach (szkoła podstawowa)
  - Zespół Szkolno-Przedszkolny Nr 2 w Stanisławiu Dolnym (szkoła podstawowa, przedszkole)
  - Szkoła Podstawowa im. Tadeusza Kościuszki Zarzyce Wielkie (szkoła podstawowa)
  - Szkoła Podstawowa im. Jana Kantego w Barwałdzie Średnim (szkoła podstawowa)
  - Zespół Szkół nr 1 im. Mikołaja Zebrzydowskiego w Kalwarii Zebrzydowskiej (szkoła podstawowa i gimnazjum)
  - Zespół Szkół nr 2 w Brodach im. Janusza Korczaka (szkoła podstawowa i gimnazjum)
  - Zespół Szkół nr 3 w Przytkowicach (szkoła podstawowa i gimnazjum)
  - Zespół Szkół nr 4 im. Marii Konopnickiej w Zebrzydowicach (szkoła podstawowa i gimnazjum)
  - Zespół Szkół nr 5 im. Karola Wojtyły w Barwałdzie Górnym (szkoła podstawowa i gimnazjum)
  - Zespół Szkół nr 6 im. Bohaterów Westerplatte w Leńczach (szkoła podstawowa i gimnazjum)
    - Filia szkoły – Szkoła Podstawowa w Podolanach (szkoła podstawowa)
- Szkoły ponadpodstawowe
  - Zespół Szkół im. Komisji Edukacji Narodowej w Kalwarii Zebrzydowskiej (zasadnicza szkoła zawodowa, technikum, liceum ogólnokształcące)
  - Zespół Szkół i Placówek Oświatowych im. M. Kopernika w Kalwarii Zebrzydowskiej (liceum ogólnokształcące, liceum profilowane)
- Specjalny Ośrodek Szkolno-Wychowawczy – placówka przeznaczona dla dzieci i młodzieży niepełnosprawnej umysłowo (szkoła podstawowa, gimnazjum, zasadnicza szkoła zawodowa).
- Wyższe Seminarium Duchowne oo. Bernardynów w Kalwarii Zebrzydowskiej (działający przy klasztorze oo. Bernardynów)

## Religia
Większość mieszkańców stanowią wyznawcy Kościoła Rzymskokatolickiego. Na terenie gminy działalność religijną prowadzi również jeden kościół protestancki – zbór Kościoła Adwentystów Dnia Siódmego przy ulicy Wojska Polskiego 6 oraz Świadkowie Jehowy (zbór Wadowice-Brody). Funkcjonuje także kanał YouTube.
Kościoły rzymskokatolickie:
- pw. św. Józefa w Kalwarii Zebrzydowskiej – z 1906 r. wybudowany w miejscu starego z pierwszej połowy XVIII w., który spłonął podczas walk Konfederatów Barskich, początkowo posługę pełnili tu oo. bernardyni.
- pw. św. Michała Archanioła w Zebrzydowicach z XIV w.
- pw. św. Apostołów Piotra i Pawła w Leńczach – zaprojektowany przez Zygmunt Gawlik, wybudowany w miejscu starego drewnianego, ukończony w latach 1958–1959.
- pw. Przenajświętszej Trójcy w Przytkowicach – wybudowany w latach 50. XX wieku na miejscu starego z pierwszej połowy XVIII w. przeniesionego do Skawinek.
- pw. św. Stanisława w Stanisławie Dolnym
- pw. Niepokalanego Serca NMP w Stanisławie Górnym
- pw. Miłosierdzia Bożego w Barwałdzie Górnym

## Zobacz na mapie
- Oficjalny System Informacji Przestrzennej Gminy Kalwaria-Zebrzydowska

## Sąsiednie gminy
Brzeźnica, Lanckorona, Skawina, Stryszów, Wadowice

## Miasta partnerskie
- Hameln
- Lewocza